# Dollar (Motorradhersteller)

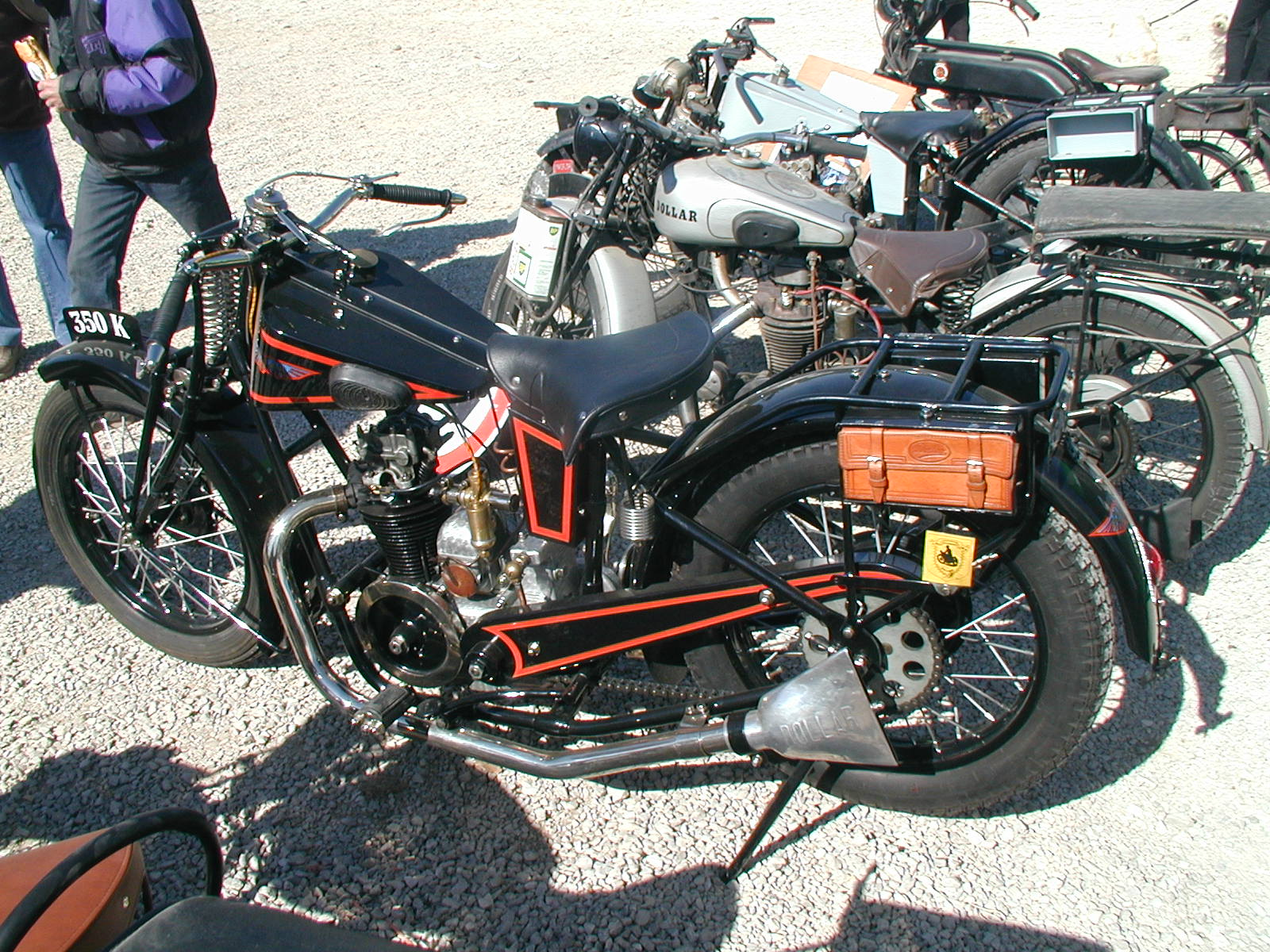
Dollar

Dollar ist ein ehemaliger französischer Motorradhersteller, der von 1925 bis 1939 existierte. Das Unternehmen hatte seinen Sitz in Joinville-le-Pont. Die Modellpalette umfasste in den 1930er Jahren drei ohv-gesteuerte Motoren von 250, 350 und 500 cm³ Hubraum von Chaise. In geringen Stückzahlen wurde auch ein Motorrad mit V4-Motor und 748 cm³ Hubraum angeboten. In der Anfangszeit sollen auch Motoren von Moser und MAG, später in einzelnen Exemplaren auch von J.A.P. verwendet worden sein.
Die 1933 angebotene Dollar V4 mit längs eingebautem luftgekühlten Vierzylindermotor von Chaise mit 748 cm³ Hubraum (Bohrung/Hub: 62,6 × 60,8 mm) und 22 PS bei 4000/min gilt als einer der Wegbereiter des modernen Motorenbaus (Zylinderwinkel von nur 14°). Anbieter wie Honda und Audi übernahmen später dieses Konzept.

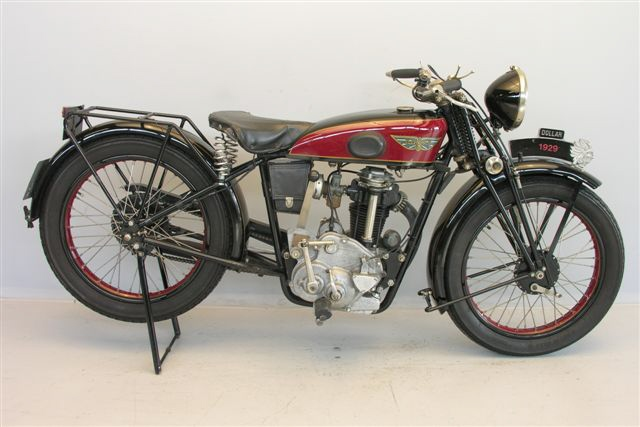
Dollar (250 cm³)
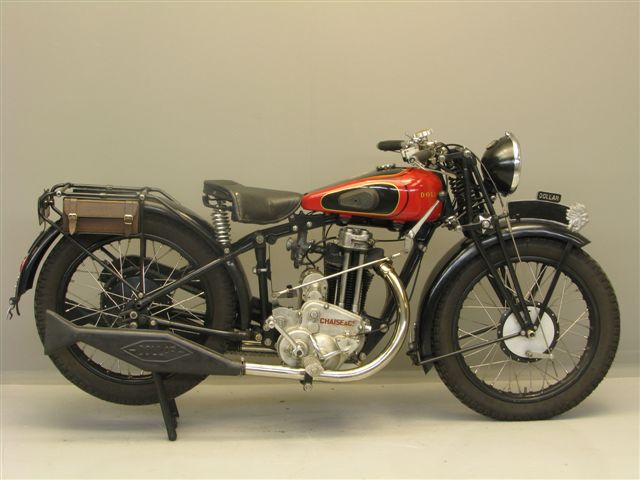
Dollar (500 cm³)